# تشارلز نورمان
تشارلز نورمان (بالإنجليزية: Charles Lloyd Norman)‏ (10 مارس 1833 - 17 فبراير 1889) هو لاعب كريكت بريطاني (وحمل سابقاً جنسية المملكة المتحدة لبريطانيا العظمى وأيرلندا).